# Pamphilus van Caesarea
De heilige Pamphilus, presbyter van Caesarea (Grieks: Πάμφιλος μάρτυς) (tweede helft 3e eeuw – 16 februari 309) was de belangrijkste Bijbelkenner van zijn generatie. Hij was de vriend en leraar van Eusebius, die een gedetailleerde levensbeschrijving vastlegde in een driedelige  Vita die verloren is gegaan. Hij was werkzaam in het aartsbisdom Caesarea in Palestina.
Pamphilius stierf als martelaar.